# Gaori (métro de Séoul)
Gaori (en coréen : 가오리역) est une station de passage de la ligne Ui LRT du métro de Séoul. Elle est située sous la Samyng-ro, au 338-46 Suyu-dong, dans l'arrondissement de Gangbuk-gu, à Séoul en Corée du Sud.
Ouverte en 2017, la station est desservie par les rames automatiques qui circulent sur la ligne.

## Situation sur le réseau

Plan du réseau (2023)

Établie en souterrain, Gaori est une station de passage de la Ligne Ui LRT du métro de Séoul. Elle est située entre la station Cimetière national du 19 avril, en direction de Bukhansan Ui le terminus nord, et la  station Hwagye en direction de Sinseol-dong le terminus sud,.

## Histoire
La station Gaori de la ligne Ui LRT, est mise en service lors de l'ouverture à l'exploitation de la ligne le 2 septembre 2017,.

## Services aux voyageurs

### Accès et accueil
Située sous la Samyng-ro, au 338-46 Suyu-dong, la station souterraine dispose d'escaliers, d'escaliers mécaniques et d'ascenseurs pour les cheminements piétonniers entre les différents niveaux en sous-sol et les deux accès/sorties, numérotés 1 et 2. La salle d'accueil et de contrôle, situé au point d'accès n°1, dispose notamment d'automates pour l'achat de titre de transport, identiques à ceux utilisés sur l'ensemble du métro de Séoul et des toilettes.

### Desserte
Gaori, est une station de passage qui dispose de deux quais latéraux équipés de portes palières et est desservie par les rames automatiques qui circulent sur la ligne.

### Intermodalité
Des arrêts de bus sont situés à proximité des accès à la station.

## À proximité
Elle dessert notamment le Centre culturel et artistique de Gangbuk.